# Steffen Tepel
Steffen Tepel (ur. 13 lipca 1985 roku w Winterbergu) – niemiecki narciarz, specjalista kombinacji norweskiej, złoty medalista mistrzostw świata juniorów.

## Kariera
Po raz pierwszy na arenie międzynarodowej Steffen Tepel pojawił się 14 grudnia 2002 roku, kiedy wystartował w zawodach FIS Race w Klingenthal. Zajął wtedy 14. miejsce w konkursie rozgrywanym metodą Gundersena. W 2005 roku wystartował na Mistrzostwach Świata Juniorów w Rovaniemi zdobywając wspólnie z kolegami z reprezentacji złoty medal w sztafecie. Indywidualnie był dziewiąty w sprincie, a w Gundersenie zajął 19. pozycję.
W Pucharze Świata zadebiutował 6 stycznia 2007 roku w Oberstdorfie, gdzie zajął 15. miejsce w Gundersenie. Tym samym już w swoim debiucie wywalczył pierwsze pucharowe punkty. Były to równocześnie jego jedyne punkty w sezonie 2006/2007 i w klasyfikacji generalnej zajął ostatecznie 48. miejsce. W zawodach Pucharu Świata startował do zakończenia sezonu 2010/2011, jednak nie poprawił już wyniku osiągniętego w Oberstdorfie. Równocześnie Tepel startował w zawodach Pucharu Kontynentalnego, w którym odniósł większe sukcesy. Dziewięć razy stanął na podium zawodów tego cyklu, ale nigdy nie zwyciężył. W klasyfikacji generalnej sezonu 2006/2007 zajął drugie miejsce, ustępując tylko Norwegowi Einarowi Uvsløkkowi. W 2011 roku Tepel zakończył karierę.

## Osiągnięcia

### Mistrzostwa świata juniorów
| Miejsce | Dzień    | Rok  | Miejscowość | Konkurencja           | Wynik zwycięzcy | Strata      | Zwycięzca    |
| ------- | -------- | ---- | ----------- | --------------------- | --------------- | ----------- | ------------ |
| 17.     | 22 marca | 2005 | Rovaniemi   | Gundersen HS100/10 km | 25.56.6 min     | +3:38.2 min | Petter Tande |
| 1.      | 24 marca | 2005 | Rovaniemi   | Sztafeta HS100/4x5    | 44:17.1 min     | -           | -            |
| 9.      | 26 marca | 2005 | Rovaniemi   | Sprint HS100/5.0 km   | 14:02.1 min     | +1:23.7 min | Petter Tande |

### Puchar Świata

#### Miejsca w klasyfikacji generalnej
- sezon 2006/2007: 48.
- sezon 2008/2009: 68.

#### Miejsca na podium chronologicznie
Tepel nigdy nie stał na podium indywidualnych zawodów Pucharu Świata.

### Puchar Kontynentalny

#### Miejsca w klasyfikacji generalnej
- sezon 2003/2004: 53.
- sezon 2004/2005: 29.
- sezon 2005/2006: 23.
- sezon 2006/2007: 2.
- sezon 2008/2009: 9.
- sezon 2009/2010: 19.
- sezon 2010/2011: 35.

#### Miejsca na podium chronologicznie
| Nr | Data            | Miejscowość    | Konkurencja              | Wynik zwycięzcy | Pozycja | Strata      | Zwycięzca       |
| -- | --------------- | -------------- | ------------------------ | --------------- | ------- | ----------- | --------------- |
| 1. | 5 marca 2006    | Klingenthal    | Sprint HS140/7.5 km      | ?               | 3.      | +35.0 s     | Ville Kähkönen  |
| 2. | 16 grudnia 2006 | Park City      | Sprint HS134/7.5 km      | 18:16.9 min     | 3.      | +12.5 s     | Tino Edelmann   |
| 3. | 10 marca 2007   | Stryn          | Start masowy HS100/10 km | 224.5 pkt       | 2.      | -1.0 pkt    | Einar Uvsløkk   |
| 4. | 11 marca 2007   | Stryn          | Sprint HS100/7.5 km      | 22:00.9 min     | 2.      | +10.1 s     | Mikko Kokslien  |
| 5. | 18 marca 2007   | Ruka           | Start masowy HS142/10 km | 248.4 pkt       | 3.      | -22.7 pkt   | Einar Uvsløkk   |
| 6. | 17 grudnia 2008 | Vancouver      | Gundersen HS106/10 km    | 27:19.5 min     | 3.      | +41.6 s     | Todd Lodwick    |
| 7. | 12 grudnia 2009 | Soldier Hollow | Gundersen HS134/10 km    | 34:29.5 min     | 3.      | +2:09.0 min | Todd Lodwick    |
| 8. | 13 grudnia 2009 | Vancouver      | Gundersen HS134/10 km    | 28:41.5 min     | 3.      | +1:17.7 min | Todd Lodwick    |
| 9. | 18 grudnia 2010 | Erzurum        | Gundersen HS109/10 km    | 27:10.5 min     | 2.      | +9.8 s      | Aleš Vodseďálek |

### Letnie Grand Prix

#### Miejsca w klasyfikacji generalnej
- 2005: 20.
- 2007: 24.
- 2009: 49.
- 2010: 20.

#### Miejsca na podium w zawodach chronologicznie
Tepel nigdy nie stał na podium indywidualnych zawodów LGP.